# 歌川国春
歌川 国春（うたがわ くにはる、享和3年〈1803年〉 - 天保10年10月26日〈1839年12月1日〉）とは、江戸時代中後期の浮世絵師。

## 来歴
二代目歌川豊国の門人。本姓は福田、前名嵐冠之助。俗称具足屋佐兵衛。玉陽斎、山風亭と号す。もとは歌舞伎役者で初代嵐冠十郎の長男。子役の頃より舞台に立ち、文政7年（1824年）11月に江戸市村座で二代目嵐徳三郎を襲名する。文政2年（1819年）に二代目豊国の門人となる（文政8年とも）。文政10年（1827年）の夏までは役者番付に名が見られるが、その後病弱により役者を廃業し、文政11年の春から絵師として画業に専念した。絵は歌川国芳風の役者絵を天保の頃まで描く。また人形町で書肆具足屋を開いた。享年37。墓所は東京都港区三田三丁目の蓮乗寺、法名は聞妙院歌声日慶信士。

## 作品
- 「春情江都淑」　大判錦絵　早稲田大学演劇博物館所蔵　※文政12年正月。「嵐徳三郎改国春画」の落款あり
- 「かなてこ伴七・中村伝九郎　市川八重蔵」　大判錦絵　早稲田大学演劇博物館所蔵　※文政13年6月、江戸中村座『南爾寄来妙法経』より
- 「久我之助・市川八百蔵　ひな鳥・瀬川菊之丞」　大判錦絵2枚続　早稲田大学演劇博物館所蔵　※天保元年8月、江戸中村座『妹背山婦女庭訓』より
- 「白びよふし花子・市川八百蔵」　大判錦絵　※画賛「数代お馴染の名に蒙る八百八町御恵みにすかりて　人真似の行も恥かし春嵐　五代目中車」
- 「成駒や芝翫楽屋姿」　大判錦絵　※天保5 - 6年頃